# Coby Karl
Coby Joseph Karl (Great Falls, Montana, 8 de juny de 1983) és un exjugador de bàsquet, actualment entrenador, que va disputar dues temporades en l'NBA, desenvolupant la resta de la seva carrera a Europa. Mesura 1,96 metres, i jugava en la posició d'escorta. És fill del tècnic George Karl.

## Carrera esportiva
Va jugar durant 4 temporades amb els Broncos de la Universitat de Boise State. En el tercer any va liderar l'equip en punts i assistències, sent triat en el segon millor quintet de la Western Athletic Conference. Després d'aquesta tercera temporada va estar a punt de declarar-se elegible pel Draft de l'NBA, però finalment va desistir. Durant la seva estada a la universitat va haver d'enfrontar-se a un carcinoma que li va fer sotmetre's a quimioteràpia i ser operat en dues ocasions.
No va ser triat en el Draft de l'NBA del 2007, però no obstant va signar contracte amb l'equip de Los Angeles Lakers al juliol d'aquell mateix any. Va debutar en partit oficial el 30 d'octubre de 2007, jugant amb prou feines 37 segons contra Houston Rockets, sense poder anotar. El 22 de gener de 2009 es va fer públic el seu fitxatge pel DKV Joventut de la lliga ACB. A l'inici de la temporada 2009-10 va tornar a la NBA després de signar un contracte amb els Cleveland Cavaliers, equip amb el qual només va disputar tres partits, finalitzant la temporada enrolat a les files de l'Idaho Stampede de la NBDL. A finals de setembre de 2010 es va confirmar el seu fitxatge pel CB Granada de la lliga ACB, club al que va arribar a menys d'una setmana de l'inici de la competició en substitució del tallat Reece Gaines.